# Гоарян Оганес Гевушович
Оганес Гевушович Гоарян (вірм. Հովհաննես Գեվուշի Գոհարյան, нар. 18 березня 1988, Камо) — російський та вірменський футболіст, нападник клубу «Локомотив-2» (Москва).
Насамперед відомий виступами за клуби БАТЕ та «Пюнік», а також національну збірну Вірменії.

## Клубна кар'єра
Народився 18 березня 1988 року в місті Камо. Вихованець юнацьких команд футбольних клубів «Динамо» (Москва) та «Локомотив» (Москва).
У дорослому футболі дебютував 2007 року виступами за команду клубу «Локомотив-2» (Москва), в якій провів один сезон, взявши участь у 53 матчах чемпіонату. 
Своєю грою за цю команду привернув увагу представників тренерського штабу клубу БАТЕ, до складу якого приєднався 2009 року. Відіграв за команду з Борисова наступні один сезон своєї ігрової кар'єри. Більшість часу, проведеного у складі БАТЕ, був основним гравцем атакувальної ланки команди.
У 2010 році уклав контракт з клубом «Пюнік», у складі якого провів наступні один рік своєї кар'єри гравця.  У складі «Пюніка» був одним з головних бомбардирів команди, маючи середню результативність на рівні 0,43 голу за гру першості.
Протягом 2011 року захищав кольори команди клубу «Імпульс».
До складу клубу «Локомотив-2» (Москва) приєднався 2011 року.

## Виступи за збірні
У 2004 році дебютував у складі юнацької збірної Росії, взяв участь у 4 іграх на юнацькому рівні.
Протягом 2008–2010 років залучався до складу молодіжної збірної Вірменії. На молодіжному рівні зіграв у 4 офіційних матчах, забив 1 гол.
У 2009 році дебютував в офіційних матчах у складі національної збірної Вірменії. Наразі провів у формі головної команди країни 6 матчів, забивши 1 гол.

## Досягнення
- Чемпіон Вірменії (1):

«Пюнік»: 2010
- Володар Суперкубку Вірменії (1):

«Пюнік»: 2010
- Чемпіон Білорусі (1):

БАТЕ: 2009
- Володар Кубку Білорусі (1):

БАТЕ: 2009-10
- Володар Суперкубку Білорусі (1):

БАТЕ: 2010